# N-2 (РСЗО)
N-2 — легкая многозарядная пусковая установка для термобарических реактивных снарядов, производимая армянской компанией Гарни-лер. Находится в стадии серийного производства и предлагается на экспорт Управлением оборонной промышленности Министерства обороны Армении.

## Тактико-технические характеристики
ПУ наводится в нужном направлении вручную в диапазоне ±30 град. по азимуту и −5 — +50 град. по углу места. На N-2 размещенные в два ряда 12 боеприпасов класса РПГ-7 с использованием дистанционного электрического пульта могут запускаться одиночно или залпом за время не более 10 сек. на дальность до 1300 м. Пусковая установка разработана для использования производимых ВПК Армении реактивных гранат TB-1 с термобарической боевой частью или осколочно-фугасных гранат OG-7, но совместима и может использовать боеприпасы, изготовленные в других странах.

## На вооружении
- Армения — Вооружённые силы Армении